# Clara Lago
Clara Lago Grau (Torrelodones, 6 marzo 1990) è un'attrice spagnola.

## Biografia
Nata a Torrelodones nei pressi di Madrid, sin da bambina inizia a partecipare a diverse produzioni televisive. Grazie al film Il viaggio di Carol viene nominata come "migliore attrice rivelazioni ai Premi Goya del 2002. Continua a lavorare alternando cinema e televisione, partecipa a serie tv come "los hombres de Paco" o "Hospital Central". Nel novembre 2012, interpreta Eva in Fin, al fianco di Maribel Verdú e Daniel Grao.
Interpreta Tengo ganas de ti, versione spagnola del film Ho voglia di te, e nel 2014 è tra i protagonisti del film campione di incassi in Spagna Ocho apellidos vascos.  Recita, inoltre, nella commedia teatrale La venus de las pieles, diretta da David Serrano de la Peña.
Lavora anche negli Stati Uniti partecipando a un episodio della serie "Librarians" e al film L'uomo sul treno - The Commuter. Nel 2017 lavora come doppiatrice di Cleopatra nel videogioco Assassin's Creed: Origins. È la prima volta che partecipa al doppiaggio di un videogioco.
È stata a lungo legata all'attore Dani Rovira con il quale ha fondato "Fundacion Ochotumba" che segue progetti finalizzati ad aiutare persone svantaggiate.

## Filmografia parziale

### Cinema
- Il viaggio di Carol (El viaje de Carol), regia di Imanol Uribe (2002)
- La vita che ti aspetti (La vida que te espera), regia di Manuel Gutiérrez Aragón (2004)
- Arena en los bolsillos, regia di César Martínez Herrada (2006)
- El club de los suicidas, regia di Roberto Santiago (2007)
- El juego del ahorcado, regia di Manuel Gómez Pereira (2008)
- El mal ajeno, regia di Oskar Santos (2010)
- Primos, regia di Daniel Sánchez Arévalo (2011)
- La verità nascosta (La cara oculta), regia di Andrés Baiz (2011)
- Tengo ganas de ti, regia di Fernando González Molina (2012)
- Fin, regia di Jorge Torregrossa (2012)
- Eltern, regia di Robert Thalheim (2013)
- Who Killed Bambi?, regia di Santi Amodeo (2013)
- Ocho apellidos vascos, regia di Emilio Martínez Lázaro (2014)
- Against the Jab, regia di Patrick Jerome (2015)
- Ahora o nunca, regia di Maria Ripoll (2015)
- Extinction - Sopravvissuti (Extinction), regia di Miguel Ángel Vivas (2015)
- Ocho apellidos catalanes, regia di Emilio Martínez Lázaro (2015)
- Orbita 9, regia di Hatem Khraiche (2017)
- L'uomo sul treno - The Commuter (The Commuter), regia di Jaume Collet-Serra (2018)
- In Family I Trust, regia di Patricia Font (2019)
- La casa delle stelle (El cuento de las comadrejas), regia di Juan José Campanella (2019)

### Televisione
- Compañeros – serie TV, (2000-2002)
- Hospital Central – serie TV, (2004-2007)
- Los hombres de Paco – serie TV, (2007-2008)
- Lex – serie TV, (2008)
- El corazón del océano – serie TV, (2014)
- The Librarians – serie TV, episodio 3x08 (2017)
- Il vicino – serie TV, (2019-2021)
- Gangs of Galicia – serie TV, (2024)

## Doppiatori italiani
Nelle versioni in italiano nelle opere in cui ha recitato, Clara Lago è stata doppiata da:
- Jenny De Cesarei in La verità nascosta
- Chiara Oliviero in Gangs of Galicia